# Guenther Wachsmuth
 (septembre 2022).
Pour les articles homonymes, voir Wachsmuth.
Guenther Wachsmuth, né le 4 octobre 1893 à Dresde (Royaume de Saxe) et mort le 2 mars 1963 à Dornach (Suisse), est un juriste, économiste, anthroposophe et auteur allemand.

## Biographie
Guenther Wachsmuth a notamment été membre fondateur et premier trésorier de la Société anthroposophique universelle.